# Vizinhança (matemática)

Un conjunto V no plano é a vizinhança do ponto p se um pequeno disco em redor de p está contido em V.

Um polígono não é vizinhança de nenhum dos seus vértices.

Um conjunto S no plano e uma vizinhança uniforme V de S.

Em topologia, um subconjunto V de um espaço topológico X diz-se uma vizinhança do ponto {\displaystyle x\in X} se existir um aberto A tal que {\displaystyle x\in A\subseteq V}. Por outras palavras, V é uma vizinhança de x se x estiver no interior de V.

## Espaços métricos
Em um espaço métrico {\displaystyle S}, um subconjunto {\displaystyle N\subset S} é chamado de uma vizinhança de um elemento {\displaystyle y} em {\displaystyle S} se ele conter uma bola {\displaystyle B(y,\delta )}. Tal definição significa, de modo informal, que uma vizinhança de y é um conjunto que contém todos os pontos suficientemente próximos de y.

## Propriedades
- Se V é uma vizinhança de x e W contém V, então W é uma vizinhança de x;
- A intersecção de duas vizinhanças de x é uma vizinhança de x.
- O fato de X ser uma vizinhança de x, com as propriedades acima, torna a coleção de todas vizinhanças de x um filtro.
- O Teorema de Steinhaus estabelece que se S é um conjunto de medida de Lebesgue positiva na reta real, então S-S contém uma vizinhança da origem.